# Lista de prêmios e indicações recebidos por Pobres Criaturas
Pobres Criaturas, no original Poor Things, é um filme de comédia e fantasia científica de 2023 dirigido por Yorgos Lanthimos e escrito por Tony McNamara. É estrelado por Emma Stone, Mark Ruffalo, Willem Dafoe, Ramy Youssef, Christopher Abbott e Jerrod Carmichael. Baseado no romance de 1992 de Alasdair Gray, a trama se concentra em Bella Baxter, uma jovem que vive na Londres da era vitoriana que, após ser rudemente ressuscitada por um cientista após seu suicídio, foge com um advogado debochado para embarcar em uma odisseia de autodescoberta e libertação sexual.
O filme estreou no 80º Festival Internacional de Cinema de Veneza em 1º de setembro de 2023, onde ganhou o Leão de Ouro. Foi lançado nos Estados Unidos em 8 de dezembro de 2023, e na Irlanda e no Reino Unido em 12 de janeiro de 2024, pela Searchlight Pictures. O filme foi aclamado pela crítica, principalmente pela atuação de Stone.
Pobres Criaturas recebeu vários prêmios e indicações de grupos críticos e da indústria. No 81º Globo de Ouro, o filme ganhou o prêmio de melhor filme de comédia e musical e melhor atriz em comédia ou musical por Stone. Também foi indicado a treze Critics' Choice Awards (incluindo melhor filme), com Stone ganhando de melhor atriz, onze prêmios BAFTA e onze Óscares da Academia. O American Film Institute e o National Board of Review nomearam Pobres Criaturas como um dos 10 melhores filmes do ano.

## Prêmios e indicações
| Lista de prêmios e indicações                        | Lista de prêmios e indicações | Lista de prêmios e indicações                  | Lista de prêmios e indicações                                        | Lista de prêmios e indicações | Lista de prêmios e indicações |
| Premiação                                            | Data da cerimônia             | Categoria                                      | Indicação                                                            | Resultado                     | R.                            |
| ---------------------------------------------------- | ----------------------------- | ---------------------------------------------- | -------------------------------------------------------------------- | ----------------------------- | ----------------------------- |
| Oscar (Academy Awards)                               | 10 de março de 2024           | Melhor filme                                   | Ed Guiney, Andrew Lowe, Yorgos Lanthimos e Emma Stone                | Indicado                      | [ 2 ]                         |
| Oscar (Academy Awards)                               | 10 de março de 2024           | Melhor diretor                                 | Yorgos Lanthimos                                                     | Indicado                      | [ 2 ]                         |
| Oscar (Academy Awards)                               | 10 de março de 2024           | Melhor atriz                                   | Emma Stone                                                           | Venceu                        | [ 2 ]                         |
| Oscar (Academy Awards)                               | 10 de março de 2024           | Melhor ator coadjuvante                        | Mark Ruffalo                                                         | Indicado                      | [ 2 ]                         |
| Oscar (Academy Awards)                               | 10 de março de 2024           | Melhor roteiro adaptado                        | Tony McNamara                                                        | Indicado                      | [ 2 ]                         |
| Oscar (Academy Awards)                               | 10 de março de 2024           | Melhor trilha sonora original                  | Jerskin Fendrix                                                      | Indicado                      | [ 2 ]                         |
| Oscar (Academy Awards)                               | 10 de março de 2024           | Melhor design de produção                      | James Price, Shona Heath e Zsuzsa Mihalek                            | Venceu                        | [ 2 ]                         |
| Oscar (Academy Awards)                               | 10 de março de 2024           | Melhor fotografia                              | Robbie Ryan                                                          | Indicado                      | [ 2 ]                         |
| Oscar (Academy Awards)                               | 10 de março de 2024           | Melhor maquiagem e penteados                   | Nadia Stacey, Mark Coulier e Josh Weston                             | Venceu                        | [ 2 ]                         |
| Oscar (Academy Awards)                               | 10 de março de 2024           | Melhor figurino                                | Holly Waddington                                                     | Venceu                        | [ 2 ]                         |
| Oscar (Academy Awards)                               | 10 de março de 2024           | Melhor edição                                  | Yorgos Mavropsaridis                                                 | Indicado                      | [ 2 ]                         |
| AACTA International Awards                           | 10 de fevereiro de 2024       | Melhor filme                                   | Poor Things                                                          | Indicado                      | [ 3 ]                         |
| AACTA International Awards                           | 10 de fevereiro de 2024       | Melhor diretor                                 | Yorgos Lanthimos                                                     | Indicado                      | [ 3 ]                         |
| AACTA International Awards                           | 10 de fevereiro de 2024       | Melhor atriz                                   | Emma Stone                                                           | Indicado                      | [ 3 ]                         |
| AACTA International Awards                           | 10 de fevereiro de 2024       | Melhor roteiro                                 | Tony McNamara                                                        | Venceu                        | [ 3 ]                         |
| AARP Movies for Grownups Awards                      | 17 de janeiro de 2024         | Melhor roteirista                              | Tony McNamara                                                        | Indicado                      | [ 4 ] [ 5 ]                   |
| AARP Movies for Grownups Awards                      | 17 de janeiro de 2024         | Melhor ator coadjuvante                        | Mark Ruffalo                                                         | Indicado                      | [ 4 ] [ 5 ]                   |
| AARP Movies for Grownups Awards                      | 17 de janeiro de 2024         | Melhor ator coadjuvante                        | Willem Dafoe                                                         | Indicado                      | [ 4 ] [ 5 ]                   |
| AARP Movies for Grownups Awards                      | 17 de janeiro de 2024         | Melhor filme intergeracional                   | Poor Things                                                          | Indicado                      | [ 4 ] [ 5 ]                   |
| Art Directors Guild Awards                           | 10 de fevereiro de 2024       | Melhor direção de arte em filme de fantasia    | James Price e Shona Heath                                            | Venceu                        | [ 6 ]                         |
| African-American Film Critics Association            | 15 de janeiro de 2024         | Top 10                                         | Poor Things                                                          | 7º lugar                      | [ 7 ]                         |
| American Film Institute Awards                       | 7 de dezembro de 2023         | Top 10                                         | Poor Things                                                          | Venceu                        | [ 8 ]                         |
| American Cinema Editors                              | 3 de março de 2024            | Melhor edição em filme de comédia              | Yorgos Mavropsaridis                                                 | Pendente                      | [ 9 ]                         |
| American Society of Cinematographers                 | 3 de março de 2024            | Melhor fotografia em filme                     | Robbie Ryan                                                          | Pendente                      | [ 10 ]                        |
| Alliance of Women Film Journalists                   | 4 de janeiro de 2024          | Melhor atriz                                   | Emma Stone                                                           | Indicado                      | [ 11 ]                        |
| Alliance of Women Film Journalists                   | 4 de janeiro de 2024          | Performance mais ousada                        | Emma Stone                                                           | Venceu                        | [ 11 ]                        |
| Alliance of Women Film Journalists                   | 4 de janeiro de 2024          | Melhor ator coadjuvante                        | Mark Ruffalo                                                         | Indicado                      | [ 11 ]                        |
| Alliance of Women Film Journalists                   | 4 de janeiro de 2024          | Melhor roteiro adaptado                        | Tony McNamara                                                        | Indicado                      | [ 11 ]                        |
| Alliance of Women Film Journalists                   | 4 de janeiro de 2024          | Melhor fotografia                              | Robbie Ryan                                                          | Indicado                      | [ 11 ]                        |
| Astra Film and Creative Arts Awards                  | 6 de janeiro de 2024          | Melhor diretor                                 | Yorgos Lanthimos                                                     | Indicado                      | [ 12 ]                        |
| Astra Film and Creative Arts Awards                  | 6 de janeiro de 2024          | Melhor atriz                                   | Emma Stone                                                           | Indicado                      | [ 12 ]                        |
| Astra Film and Creative Arts Awards                  | 6 de janeiro de 2024          | Melhor roteiro adaptado                        | Tony McNamara                                                        | Indicado                      | [ 12 ]                        |
| Astra Film and Creative Arts Awards                  | 26 de fevereiro de 2024       | Melhor fotografia                              | Robbie Ryan                                                          | Indicado                      | [ 12 ]                        |
| Astra Film and Creative Arts Awards                  | 26 de fevereiro de 2024       | Melhor figurino                                | Holly Waddington                                                     | Venceu                        | [ 12 ]                        |
| Astra Film and Creative Arts Awards                  | 26 de fevereiro de 2024       | Melhor design de produção                      | James Price e Shona Heath                                            | Indicado                      | [ 12 ]                        |
| Astra Film and Creative Arts Awards                  | 26 de fevereiro de 2024       | Melhor maquiagem e penteados                   | Nadia Stacey                                                         | Indicado                      | [ 12 ]                        |
| Astra Film and Creative Arts Awards                  | 26 de fevereiro de 2024       | Melhor trilha sonora                           | Jerskin Fendrix                                                      | Indicado                      | [ 12 ]                        |
| Astra Film and Creative Arts Awards                  | 26 de fevereiro de 2024       | Melhores efeitos visuais                       | Poor Things                                                          | Indicado                      | [ 12 ]                        |
| Austin Film Critics Association                      | 10 de janeiro de 2024         | Melhor filme                                   | Poor Things                                                          | Indicado                      | [ 13 ]                        |
| Austin Film Critics Association                      | 10 de janeiro de 2024         | Melhor diretor                                 | Yorgos Lanthimos                                                     | Indicado                      | [ 13 ]                        |
| Austin Film Critics Association                      | 10 de janeiro de 2024         | Melhor atriz                                   | Emma Stone                                                           | Indicado                      | [ 13 ]                        |
| Austin Film Critics Association                      | 10 de janeiro de 2024         | Melhor ator coadjuvante                        | Mark Ruffalo                                                         | Indicado                      | [ 13 ]                        |
| Austin Film Critics Association                      | 10 de janeiro de 2024         | Melhor roteiro adaptado                        | Tony McNamara                                                        | Indicado                      | [ 13 ]                        |
| Austin Film Critics Association                      | 10 de janeiro de 2024         | Melhor fotografia                              | Robbie Ryan                                                          | Indicado                      | [ 13 ]                        |
| Austin Film Critics Association                      | 10 de janeiro de 2024         | Melhor edição                                  | Yorgos Mavropsaridis                                                 | Indicado                      | [ 13 ]                        |
| Austin Film Critics Association                      | 10 de janeiro de 2024         | Melhor trilha sonora original                  | Jerskin Fendrix                                                      | Indicado                      | [ 13 ]                        |
| Austin Film Critics Association                      | 10 de janeiro de 2024         | Melhor conjunto                                | Poor Things                                                          | Indicado                      | [ 13 ]                        |
| Black Film Critics Circle                            | 20 de dezembro de 2023        | Top 10                                         | Poor Things                                                          | 7º lugar                      | [ 14 ]                        |
| Black Film Critics Circle                            | 20 de dezembro de 2023        | Melhor fotografia                              | Robbie Ryan                                                          | Venceu                        | [ 14 ]                        |
| Black Reel Awards                                    | 16 de janeiro de 2024         | Excelente desempenho inovador                  | Jerrod Carmichael                                                    | Indicado                      | [ 15 ]                        |
| Boston Society of Film Critics                       | 10 de dezembro de 2023        | Melhor atriz                                   | Emma Stone                                                           | 2º lugar                      | [ 16 ]                        |
| Boston Society of Film Critics                       | 10 de dezembro de 2023        | Melhor ator coadjuvante                        | Mark Ruffalo                                                         | 2º lugar                      | [ 16 ]                        |
| Boston Society of Film Critics                       | 10 de dezembro de 2023        | Melhor fotografia                              | Robbie Ryan                                                          | 2º lugar                      | [ 16 ]                        |
| BAFTA                                                | 18 de fevereiro de 2024       | Melhor filme                                   | Ed Guiney, Yorgos Lanthimos, Andrew Lowe & Emma Stone                | Indicado                      | [ 17 ]                        |
| BAFTA                                                | 18 de fevereiro de 2024       | Melhor atriz                                   | Emma Stone                                                           | Venceu                        | [ 17 ]                        |
| BAFTA                                                | 18 de fevereiro de 2024       | Melhor roteiro adaptado                        | Tony McNamara                                                        | Indicado                      | [ 17 ]                        |
| BAFTA                                                | 18 de fevereiro de 2024       | Melhor fotografia                              | Robbie Ryan                                                          | Indicado                      | [ 17 ]                        |
| BAFTA                                                | 18 de fevereiro de 2024       | Melhor edição                                  | Yorgos Mavropsaridis                                                 | Indicado                      | [ 17 ]                        |
| BAFTA                                                | 18 de fevereiro de 2024       | Melhor figurino                                | Holly Waddington                                                     | Venceu                        | [ 17 ]                        |
| BAFTA                                                | 18 de fevereiro de 2024       | Melhor design de produção                      | Shona Heath, Zsuzsa Mihalek e James Price                            | Venceu                        | [ 17 ]                        |
| BAFTA                                                | 18 de fevereiro de 2024       | Melhor maquiagem e penteados                   | Nadia Stacey                                                         | Venceu                        | [ 17 ]                        |
| BAFTA                                                | 18 de fevereiro de 2024       | Melhor trilha sonora original                  | Jerskin Fendrix                                                      | Indicado                      | [ 17 ]                        |
| BAFTA                                                | 18 de fevereiro de 2024       | Melhores efeitos visuais                       | Simon Hughes                                                         | Venceu                        | [ 17 ]                        |
| BAFTA                                                | 18 de fevereiro de 2024       | Melhor filme britânico                         | Yorgos Lanthimos, Ed Guiney, Andrew Lowe, Emma Stone & Tony McNamara | Indicado                      | [ 17 ]                        |
| British Society of Cinematographers                  | 3 de fevereiro de 2024        | Melhor fotografia em longa-metragem            | Robbie Ryan                                                          | Venceu                        | [ 18 ]                        |
| Camerimage                                           | 18 de novembro de 2023        | Sapo de Ouro                                   | Robbie Ryan                                                          | Indicado                      | [ 19 ] [ 20 ]                 |
| Camerimage                                           | 18 de novembro de 2023        | Sapo de Bronze                                 | Robbie Ryan                                                          | Venceu                        | [ 19 ] [ 20 ]                 |
| Camerimage                                           | 18 de novembro de 2023        | Prêmio do Público                              | Yorgos Lanthimos                                                     | Venceu                        | [ 19 ] [ 20 ]                 |
| Chicago Film Critics Association                     | 12 de dezembro de 2023        | Melhor filme                                   | Poor Things                                                          | Indicado                      | [ 21 ]                        |
| Chicago Film Critics Association                     | 12 de dezembro de 2023        | Melhor diretor                                 | Yorgos Lanthimos                                                     | Indicado                      | [ 21 ]                        |
| Chicago Film Critics Association                     | 12 de dezembro de 2023        | Melhor atriz                                   | Emma Stone                                                           | Venceu                        | [ 21 ]                        |
| Chicago Film Critics Association                     | 12 de dezembro de 2023        | Melhor ator coadjuvante                        | Mark Ruffalo                                                         | Indicado                      | [ 21 ]                        |
| Chicago Film Critics Association                     | 12 de dezembro de 2023        | Melhor roteiro adaptado                        | Tony McNamara                                                        | Indicado                      | [ 21 ]                        |
| Chicago Film Critics Association                     | 12 de dezembro de 2023        | Melhor direção de arte e design de produção    | James Price and Shona Heath                                          | Indicado                      | [ 21 ]                        |
| Chicago Film Critics Association                     | 12 de dezembro de 2023        | Melhor fotografia                              | Robbie Ryan                                                          | Indicado                      | [ 21 ]                        |
| Chicago Film Critics Association                     | 12 de dezembro de 2023        | Melhor figurino                                | Holly Waddington                                                     | Venceu                        | [ 21 ]                        |
| Chicago Film Critics Association                     | 12 de dezembro de 2023        | Melhor trilha sonora original                  | Jerskin Fendrix                                                      | Indicado                      | [ 21 ]                        |
| Chicago Film Critics Association                     | 12 de dezembro de 2023        | Melhores efeitos visuais                       | Poor Things                                                          | Indicado                      | [ 21 ]                        |
| Costume Designers Guild                              | 21 de fevereiro de 2024       | Excelência em filme de época                   | Holly Waddington                                                     | Pendente                      | [ 22 ]                        |
| Critics' Choice Movie Awards                         | 14 de janeiro de 2024         | Melhor filme                                   | Poor Things                                                          | Indicado                      | [ 23 ] [ 24 ]                 |
| Critics' Choice Movie Awards                         | 14 de janeiro de 2024         | Melhor diretor                                 | Yorgos Lanthimos                                                     | Indicado                      | [ 23 ] [ 24 ]                 |
| Critics' Choice Movie Awards                         | 14 de janeiro de 2024         | Melhor atriz                                   | Emma Stone                                                           | Venceu                        | [ 23 ] [ 24 ]                 |
| Critics' Choice Movie Awards                         | 14 de janeiro de 2024         | Melhor ator coadjuvante                        | Mark Ruffalo                                                         | Indicado                      | [ 23 ] [ 24 ]                 |
| Critics' Choice Movie Awards                         | 14 de janeiro de 2024         | Melhor roteiro adaptado                        | Tony McNamara                                                        | Indicado                      | [ 23 ] [ 24 ]                 |
| Critics' Choice Movie Awards                         | 14 de janeiro de 2024         | Melhor fotografia                              | Robbie Ryan                                                          | Indicado                      | [ 23 ] [ 24 ]                 |
| Critics' Choice Movie Awards                         | 14 de janeiro de 2024         | Melhor edição                                  | Yorgos Mavropsaridis                                                 | Indicado                      | [ 23 ] [ 24 ]                 |
| Critics' Choice Movie Awards                         | 14 de janeiro de 2024         | Melhor figurino                                | Holly Waddington                                                     | Indicado                      | [ 23 ] [ 24 ]                 |
| Critics' Choice Movie Awards                         | 14 de janeiro de 2024         | Melhor design de produção                      | James Price and Shona Heath                                          | Indicado                      | [ 23 ] [ 24 ]                 |
| Critics' Choice Movie Awards                         | 14 de janeiro de 2024         | Melhor trilha sonora                           | Jerskin Fendrix                                                      | Indicado                      | [ 23 ] [ 24 ]                 |
| Critics' Choice Movie Awards                         | 14 de janeiro de 2024         | Melhor maquiagem                               | Poor Things                                                          | Indicado                      | [ 23 ] [ 24 ]                 |
| Critics' Choice Movie Awards                         | 14 de janeiro de 2024         | Melhores efeitos visuais                       | Poor Things                                                          | Indicado                      | [ 23 ] [ 24 ]                 |
| Critics' Choice Movie Awards                         | 14 de janeiro de 2024         | Melhor comédia                                 | Poor Things                                                          | Indicado                      | [ 23 ] [ 24 ]                 |
| Dallas-Fort Worth Film Critics Association           | 18 de dezembro de 2023        | Melhor filme                                   | Poor Things                                                          | 4º lugar                      | [ 25 ]                        |
| Dallas-Fort Worth Film Critics Association           | 18 de dezembro de 2023        | Melhor diretor                                 | Yorgos Lanthimos                                                     | 4º lugar                      | [ 25 ]                        |
| Dallas-Fort Worth Film Critics Association           | 18 de dezembro de 2023        | Melhor atriz                                   | Emma Stone                                                           | 2º lugar                      | [ 25 ]                        |
| Dallas-Fort Worth Film Critics Association           | 18 de dezembro de 2023        | Melhor ator coadjuvante                        | Mark Ruffalo                                                         | 4º lugar                      | [ 25 ]                        |
| Denver Film Critics Society                          | 12 de janeiro de 2024         | Melhor filme                                   | Poor Things                                                          | Indicado                      | [ 26 ]                        |
| Denver Film Critics Society                          | 12 de janeiro de 2024         | Melhor diretor                                 | Yorgos Lanthimos                                                     | Indicado                      | [ 26 ]                        |
| Denver Film Critics Society                          | 12 de janeiro de 2024         | Melhor atriz                                   | Emma Stone                                                           | Venceu                        | [ 26 ]                        |
| Denver Film Critics Society                          | 12 de janeiro de 2024         | Melhor ator coadjuvante                        | Mark Ruffalo                                                         | Indicado                      | [ 26 ]                        |
| Denver Film Critics Society                          | 12 de janeiro de 2024         | Melhor roteiro adaptado                        | Tony McNamara                                                        | Venceu                        | [ 26 ]                        |
| Denver Film Critics Society                          | 12 de janeiro de 2024         | Melhor trilha sonora original                  | Jerskin Fendrix                                                      | Indicado                      | [ 26 ]                        |
| Denver Film Critics Society                          | 12 de janeiro de 2024         | Melhor ficção científica/horror                | Poor Things                                                          | Indicado                      | [ 26 ]                        |
| Denver Film Critics Society                          | 12 de janeiro de 2024         | Melhor comédia                                 | Poor Things                                                          | Venceu                        | [ 26 ]                        |
| Denver Film Critics Society                          | 12 de janeiro de 2024         | Melhores efeitos visuais                       | Poor Things                                                          | Indicado                      | [ 26 ]                        |
| Directors Guild of America Awards                    | 10 de fevereiro de 2024       | Melhor direção em filme                        | Yorgos Lanthimos                                                     | Indicado                      | [ 27 ]                        |
| Florida Film Critics Circle                          | 21 de dezembro de 2023        | Melhor atriz                                   | Emma Stone                                                           | 2º lugar                      | [ 28 ] [ 29 ]                 |
| Florida Film Critics Circle                          | 21 de dezembro de 2023        | Melhor ator coadjuvante                        | Mark Ruffalo                                                         | Indicado                      | [ 28 ] [ 29 ]                 |
| Florida Film Critics Circle                          | 21 de dezembro de 2023        | Melhor roteiro adaptado                        | Tony McNamara                                                        | Venceu                        | [ 28 ] [ 29 ]                 |
| Florida Film Critics Circle                          | 21 de dezembro de 2023        | Melhor direção de arte e design de produção    | James Price e Shona Heath                                            | 2º lugar                      | [ 28 ] [ 29 ]                 |
| Florida Film Critics Circle                          | 21 de dezembro de 2023        | Melhor fotografia                              | Robbie Ryan                                                          | Indicado                      | [ 28 ] [ 29 ]                 |
| Florida Film Critics Circle                          | 21 de dezembro de 2023        | Melhores efeitos visuais                       | Poor Things                                                          | Indicado                      | [ 28 ] [ 29 ]                 |
| Georgia Film Critics Association                     | 5 de janeiro de 2024          | Best filme                                     | Poor Things                                                          | Indicado                      | [ 30 ] [ 31 ]                 |
| Georgia Film Critics Association                     | 5 de janeiro de 2024          | Melhor atriz                                   | Emma Stone                                                           | 2º lugar                      | [ 30 ] [ 31 ]                 |
| Georgia Film Critics Association                     | 5 de janeiro de 2024          | Melhor roteiro adaptado                        | Tony McNamara                                                        | Indicado                      | [ 30 ] [ 31 ]                 |
| Georgia Film Critics Association                     | 5 de janeiro de 2024          | Melhor fotografia                              | Robbie Ryan                                                          | Indicado                      | [ 30 ] [ 31 ]                 |
| Georgia Film Critics Association                     | 5 de janeiro de 2024          | Melhor design de produção                      | James Price, Shona Heath e Szusza Mihalek                            | 2º lugar                      | [ 30 ] [ 31 ]                 |
| Georgia Film Critics Association                     | 5 de janeiro de 2024          | Melhor trilha sonora original                  | Jerskin Fendrix                                                      | Indicado                      | [ 30 ] [ 31 ]                 |
| Festival de Cinema de Gante                          | 21 de outubro de 2023         | Melhor filme                                   | Poor Things                                                          | Indicado                      | [ 32 ]                        |
| Festival de Cinema de Gante                          | 21 de outubro de 2023         | Melhor trilha sonora original                  | Jerskin Fendrix                                                      | Venceu                        | [ 33 ]                        |
| Globo de Ouro                                        | 7 de janeiro de 2024          | Melhor filme de comédia ou musical             | Poor Things                                                          | Venceu                        | [ 34 ] [ 35 ]                 |
| Globo de Ouro                                        | 7 de janeiro de 2024          | Melhor atriz em comédia ou musical             | Emma Stone                                                           | Venceu                        | [ 34 ] [ 35 ]                 |
| Globo de Ouro                                        | 7 de janeiro de 2024          | Melhor ator coadjuvante                        | Willem Dafoe                                                         | Indicado                      | [ 34 ] [ 35 ]                 |
| Globo de Ouro                                        | 7 de janeiro de 2024          | Melhor ator coadjuvante                        | Mark Ruffalo                                                         | Indicado                      | [ 34 ] [ 35 ]                 |
| Globo de Ouro                                        | 7 de janeiro de 2024          | Melhor roteiro                                 | Tony McNamara                                                        | Indicado                      | [ 34 ] [ 35 ]                 |
| Globo de Ouro                                        | 7 de janeiro de 2024          | Best Director                                  | Yorgos Lanthimos                                                     | Indicado                      | [ 34 ] [ 35 ]                 |
| Globo de Ouro                                        | 7 de janeiro de 2024          | Best Original Score                            | Jerskin Fendrix                                                      | Indicado                      | [ 34 ] [ 35 ]                 |
| Golden Reel Awards                                   | 3 de março de 2024            | Realização notável em edição de som            | Johnnie Burn, Tristan Baylis e Peter Russell                         | Pendente                      | [ 36 ]                        |
| Gotham Awards                                        | 27 de novembro de 2023        | Melhor filme internacional                     | Poor Things                                                          | Indicado                      | [ 37 ]                        |
| Houston Film Critics Society                         | 22 de janeiro de 2024         | Melhor filme                                   | Poor Things                                                          | Venceu                        | [ 38 ] [ 39 ]                 |
| Houston Film Critics Society                         | 22 de janeiro de 2024         | Melhor diretor                                 | Yorgos Lanthimos                                                     | Indicado                      | [ 38 ] [ 39 ]                 |
| Houston Film Critics Society                         | 22 de janeiro de 2024         | Melhor atriz                                   | Emma Stone                                                           | Venceu                        | [ 38 ] [ 39 ]                 |
| Houston Film Critics Society                         | 22 de janeiro de 2024         | Melhor ator coadjuvante                        | Mark Ruffalo                                                         | Indicado                      | [ 38 ] [ 39 ]                 |
| Houston Film Critics Society                         | 22 de janeiro de 2024         | Melhor roteiro                                 | Tony McNamara                                                        | Indicado                      | [ 38 ] [ 39 ]                 |
| Houston Film Critics Society                         | 22 de janeiro de 2024         | Melhor trilha sonora original                  | Jerskin Fendrix                                                      | Indicado                      | [ 38 ] [ 39 ]                 |
| Houston Film Critics Society                         | 22 de janeiro de 2024         | Melhor fotografia                              | Robbie Ryan                                                          | Indicado                      | [ 38 ] [ 39 ]                 |
| Houston Film Critics Society                         | 22 de janeiro de 2024         | Melhores efeitos visuais                       | Poor Things                                                          | Venceu                        | [ 38 ] [ 39 ]                 |
| Indiana Film Journalists Association                 | 17 de dezembro de 2023        | Melhor filme                                   | Poor Things                                                          | Venceu                        | [ 40 ] [ 41 ]                 |
| Indiana Film Journalists Association                 | 17 de dezembro de 2023        | Melhor diretor                                 | Yorgos Lanthimos                                                     | Venceu                        | [ 40 ] [ 41 ]                 |
| Indiana Film Journalists Association                 | 17 de dezembro de 2023        | Melhor atriz                                   | Emma Stone                                                           | Venceu                        | [ 40 ] [ 41 ]                 |
| Indiana Film Journalists Association                 | 17 de dezembro de 2023        | Melhor ator coadjuvante                        | Willem Dafoe                                                         | Indicado                      | [ 40 ] [ 41 ]                 |
| Indiana Film Journalists Association                 | 17 de dezembro de 2023        | Melhor ator coadjuvante                        | Mark Ruffalo                                                         | Venceu                        | [ 40 ] [ 41 ]                 |
| Indiana Film Journalists Association                 | 17 de dezembro de 2023        | Melhor roteiro adaptado                        | Tony McNamara                                                        | Venceu                        | [ 40 ] [ 41 ]                 |
| Indiana Film Journalists Association                 | 17 de dezembro de 2023        | Melhor fotografia                              | Robbie Ryan                                                          | Indicado                      | [ 40 ] [ 41 ]                 |
| Indiana Film Journalists Association                 | 17 de dezembro de 2023        | Melhor edição                                  | Yorgos Mavropsaridis                                                 | Indicado                      | [ 40 ] [ 41 ]                 |
| Indiana Film Journalists Association                 | 17 de dezembro de 2023        | Melhor trilha sonora                           | Jerskin Fendrix                                                      | Indicado                      | [ 40 ] [ 41 ]                 |
| Indiana Film Journalists Association                 | 17 de dezembro de 2023        | Melhor coreografia/movimento de dublês         | Constanza Macras                                                     | Indicado                      | [ 40 ] [ 41 ]                 |
| Indiana Film Journalists Association                 | 17 de dezembro de 2023        | Melhor atuação em conjunto                     | Poor Things                                                          | Venceu                        | [ 40 ] [ 41 ]                 |
| Indiana Film Journalists Association                 | 17 de dezembro de 2023        | Visão original                                 | Poor Things                                                          | Venceu                        | [ 40 ] [ 41 ]                 |
| IndieWire Critics Poll                               | 11 de dezembro de 2023        | Melhor filme                                   | Poor Things                                                          | 3º lugar                      | [ 42 ]                        |
| IndieWire Critics Poll                               | 11 de dezembro de 2023        | Melhor diretor                                 | Yorgos Lanthimos                                                     | 3º lugar                      | [ 42 ]                        |
| IndieWire Critics Poll                               | 11 de dezembro de 2023        | Melhor performance                             | Emma Stone                                                           | Venceu                        | [ 42 ]                        |
| IndieWire Critics Poll                               | 11 de dezembro de 2023        | Melhor fotografia                              | Robbie Ryan                                                          | 2º lugar                      | [ 42 ]                        |
| IndieWire Critics Poll                               | 11 de dezembro de 2023        | Melhor roteiro                                 | Tony McNamara                                                        | 7º lugar                      | [ 42 ]                        |
| Iowa Film Critics Association                        | 17 de janeiro de 2024         | Melhor atriz                                   | Emma Stone                                                           | Venceu                        | [ 43 ]                        |
| Festival Internacional de Cinema de La Roche-sur-Yon | 22 de outubro de 2023         | Grand Prix du Jury                             | Poor Things                                                          | Indicado                      | [ 44 ]                        |
| Las Vegas Film Critics Society                       | 13 de dezembro de 2023        | Melhor diretor                                 | Yorgos Lanthimos                                                     | Indicado                      | [ 45 ]                        |
| Las Vegas Film Critics Society                       | 13 de dezembro de 2023        | Melhor atriz                                   | Emma Stone                                                           | Venceu                        | [ 45 ]                        |
| Las Vegas Film Critics Society                       | 13 de dezembro de 2023        | Melhor ator coadjuvante                        | Mark Ruffalo                                                         | Indicado                      | [ 45 ]                        |
| Las Vegas Film Critics Society                       | 13 de dezembro de 2023        | Melhor roteiro adaptado                        | Tony McNamara                                                        | Indicado                      | [ 45 ]                        |
| Las Vegas Film Critics Society                       | 13 de dezembro de 2023        | Melhor edição                                  | Yorgos Mavropsaridis                                                 | Indicado                      | [ 45 ]                        |
| Las Vegas Film Critics Society                       | 13 de dezembro de 2023        | Melhor figurino                                | Holly Waddington                                                     | Venceu                        | [ 45 ]                        |
| Las Vegas Film Critics Society                       | 13 de dezembro de 2023        | Melhor direção de arte                         | James Price e Shona Heath                                            | Indicado                      | [ 45 ]                        |
| Los Angeles Film Critics Association                 | 10 de dezembro de 2023        | Melhor diretor                                 | Yorgos Lanthimos                                                     | 2º lugar                      | [ 46 ]                        |
| Los Angeles Film Critics Association                 | 10 de dezembro de 2023        | Melhor performance                             | Emma Stone                                                           | Venceu                        | [ 46 ]                        |
| Los Angeles Film Critics Association                 | 10 de dezembro de 2023        | Melhor fotografia                              | Robbie Ryan                                                          | Venceu                        | [ 46 ]                        |
| Los Angeles Film Critics Association                 | 10 de dezembro de 2023        | Melhor design de produção                      | James Price e Shona Heath                                            | 2º lugar                      | [ 46 ]                        |
| Make-Up Artists and Hair Stylists Guild              | 18 de fevereiro de 2024       | Melhor maquiagem em filme de época             | Nadia Stacey                                                         | Pendente                      | [ 47 ]                        |
| Make-Up Artists and Hair Stylists Guild              | 18 de fevereiro de 2024       | Melhores efeitos especiais de maquiagem        | Nadia Stacey e Mark Coulier                                          | Pendente                      | [ 47 ]                        |
| Festival Internacional de Cinema de Miskolc          | 9 de setembro de 2023         | Emeric Pressburger Prize for Best Feature Film | Poor Things                                                          | Indicado                      | [ 48 ]                        |
| National Board of Review                             | 6 de dezembro de 2023         | Top 10                                         | Poor Things                                                          | Venceu                        | [ 49 ]                        |
| National Board of Review                             | 6 de dezembro de 2023         | Melhor ator coadjuvante                        | Mark Ruffalo                                                         | Venceu                        | [ 49 ]                        |
| National Board of Review                             | 6 de dezembro de 2023         | Melhor roteiro adaptado                        | Tony McNamara                                                        | Venceu                        | [ 49 ]                        |
| National Society of Film Critics                     | 6 de janeiro de 2024          | Melhor atriz                                   | Emma Stone                                                           | 2º lugar                      | [ 50 ]                        |
| Nevada Film Critics Society                          | 23 de dezembro de 2023        | Melhor atriz                                   | Emma Stone                                                           | Venceu                        | [ 51 ]                        |
| New York Film Critics Online                         | 15 de dezembro de 2023        | Top 10                                         | Poor Things                                                          | Venceu                        | [ 52 ]                        |
| New York Film Critics Online                         | 15 de dezembro de 2023        | Melhor ator coadjuvante                        | Mark Ruffalo                                                         | Venceu                        | [ 52 ]                        |
| North Texas Film Critics Association                 | 18 de dezembro de 2023        | Melhor filme                                   | Poor Things                                                          | Indicado                      | [ 53 ]                        |
| North Texas Film Critics Association                 | 18 de dezembro de 2023        | Melhor atriz                                   | Emma Stone                                                           | Indicado                      | [ 53 ]                        |
| North Texas Film Critics Association                 | 18 de dezembro de 2023        | Melhor ator coadjuvante                        | Willem Dafoe                                                         | Indicado                      | [ 53 ]                        |
| North Texas Film Critics Association                 | 18 de dezembro de 2023        | Melhor ator coadjuvante                        | Mark Ruffalo                                                         | Indicado                      | [ 53 ]                        |
| North Texas Film Critics Association                 | 18 de dezembro de 2023        | Melhor fotografia                              | Robbie Ryan                                                          | Indicado                      | [ 53 ]                        |
| Oklahoma Film Critics Circle                         | 3 de janeiro de 2024          | Top 10                                         | Poor Things                                                          | 7º lugar                      | [ 54 ]                        |
| Festival Internacional de Cinema de Palm Springs     | 4 de janeiro de 2024          | Melhor atriz                                   | Emma Stone                                                           | Venceu                        | [ 55 ]                        |
| Phoenix Film Critics Society                         | 18 de dezembro de 2023        | Top 10                                         | Poor Things                                                          | Venceu                        | [ 56 ]                        |
| Phoenix Film Critics Society                         | 18 de dezembro de 2023        | Melhor atriz                                   | Emma Stone                                                           | Venceu                        | [ 56 ]                        |
| Producers Guild of America Awards                    | 25 de fevereiro de 2024       | Melhor filme                                   | Poor Things                                                          | Pendente                      | [ 57 ]                        |
| San Diego Film Critics Society                       | 19 de dezembro de 2023        | Melhor atriz                                   | Emma Stone                                                           | Indicado                      | [ 58 ]                        |
| San Diego Film Critics Society                       | 19 de dezembro de 2023        | Melhor ator coadjuvante                        | Mark Ruffalo                                                         | Indicado                      | [ 58 ]                        |
| San Diego Film Critics Society                       | 19 de dezembro de 2023        | Melhor performance cômica                      | Mark Ruffalo                                                         | 2º lugar                      | [ 58 ]                        |
| San Diego Film Critics Society                       | 19 de dezembro de 2023        | Melhor fotografia                              | Robbie Ryan                                                          | Indicado                      | [ 58 ]                        |
| San Diego Film Critics Society                       | 19 de dezembro de 2023        | Melhor edição                                  | Yorgos Mavropsaridis                                                 | Indicado                      | [ 58 ]                        |
| San Diego Film Critics Society                       | 19 de dezembro de 2023        | Melhor figurino                                | Holly Waddington, Vincent Dumas e Zsuzsa Stenger                     | 2º lugar                      | [ 58 ]                        |
| San Diego Film Critics Society                       | 19 de dezembro de 2023        | Melhor design de produção                      | James Price e Shona Heath                                            | Indicado                      | [ 58 ]                        |
| San Diego Film Critics Society                       | 19 de dezembro de 2023        | Melhores efeitos visuais                       | Poor Things                                                          | 2º lugar                      | [ 58 ]                        |
| San Francisco Bay Area Film Critics Circle           | 9 de janeiro de 2024          | Melhor filme                                   | Poor Things                                                          | Indicado                      | [ 59 ]                        |
| San Francisco Bay Area Film Critics Circle           | 9 de janeiro de 2024          | Melhor atriz                                   | Emma Stone                                                           | Venceu                        | [ 59 ]                        |
| San Francisco Bay Area Film Critics Circle           | 9 de janeiro de 2024          | Melhor ator coadjuvante                        | Mark Ruffalo                                                         | Indicado                      | [ 59 ]                        |
| San Francisco Bay Area Film Critics Circle           | 9 de janeiro de 2024          | Melhor roteiro adaptado                        | Tony McNamara                                                        | Indicado                      | [ 59 ]                        |
| San Francisco Bay Area Film Critics Circle           | 9 de janeiro de 2024          | Melhor fotografia                              | Robbie Ryan                                                          | Indicado                      | [ 59 ]                        |
| San Francisco Bay Area Film Critics Circle           | 9 de janeiro de 2024          | Melhor edição                                  | Yorgos Mavropsaridis                                                 | Indicado                      | [ 59 ]                        |
| San Francisco Bay Area Film Critics Circle           | 9 de janeiro de 2024          | Melhor trilha sonora original                  | Jerskin Fendrix                                                      | Indicado                      | [ 59 ]                        |
| San Francisco Bay Area Film Critics Circle           | 9 de janeiro de 2024          | Melhor design de produção                      | Zsuzsa Mihalek, Shona Heath e James Price                            | Indicado                      | [ 59 ]                        |
| Santa Barbara International Film Festival            | 11 de fevereiro de 2024       | American Riviera Award                         | Mark Ruffalo                                                         | Venceu                        | [ 60 ]                        |
| Santa Barbara International Film Festival            | 11 de fevereiro de 2024       | Variety Artisans Award                         | Holly Waddington                                                     | Venceu                        | [ 61 ]                        |
| Satellite Awards                                     | 18 de fevereiro de 2024       | Melhor filme de comédia ou musical             | Poor Things                                                          | Indicado                      | [ 62 ]                        |
| Satellite Awards                                     | 18 de fevereiro de 2024       | Melhor diretor                                 | Yorgos Lanthimos                                                     | Indicado                      | [ 62 ]                        |
| Satellite Awards                                     | 18 de fevereiro de 2024       | Melhor atriz                                   | Emma Stone                                                           | Venceu                        | [ 62 ]                        |
| Satellite Awards                                     | 18 de fevereiro de 2024       | Melhor ator coadjuvante                        | Mark Ruffalo                                                         | Venceu                        | [ 62 ]                        |
| Satellite Awards                                     | 18 de fevereiro de 2024       | Melhor roteiro adaptado                        | Tony McNamara e Alasdair Gray                                        | Indicado                      | [ 62 ]                        |
| Satellite Awards                                     | 18 de fevereiro de 2024       | Melhor edição                                  | Yorgos Mavropsaridis                                                 | Indicado                      | [ 62 ]                        |
| Satellite Awards                                     | 18 de fevereiro de 2024       | Melhor figurino                                | Holly Waddington                                                     | Indicado                      | [ 62 ]                        |
| Satellite Awards                                     | 18 de fevereiro de 2024       | Melhor trilha sonora original                  | Jerskin Fendrix                                                      | Indicado                      | [ 62 ]                        |
| Screen Actors Guild Awards                           | 24 de fevereiro de 2024       | Melhor atriz principal em cinema               | Emma Stone                                                           | Indicado                      | [ 63 ]                        |
| Screen Actors Guild Awards                           | 24 de fevereiro de 2024       | Melhor ator coadjuvante em cinema              | Willem Dafoe                                                         | Indicado                      | [ 63 ]                        |
| Seattle Film Critics Society                         | 8 de janeiro de 2024          | Melhor filme                                   | Poor Things                                                          | Indicado                      | [ 64 ]                        |
| Seattle Film Critics Society                         | 8 de janeiro de 2024          | Melhor diretor                                 | Yorgos Lanthimos                                                     | Indicado                      | [ 64 ]                        |
| Seattle Film Critics Society                         | 8 de janeiro de 2024          | Melhor atriz coadjuvante                       | Emma Stone                                                           | Indicado                      | [ 64 ]                        |
| Seattle Film Critics Society                         | 8 de janeiro de 2024          | Melhor ator coadjuvante                        | Mark Ruffalo                                                         | Indicado                      | [ 64 ]                        |
| Seattle Film Critics Society                         | 8 de janeiro de 2024          | Melhor roteiro                                 | Tony McNamara                                                        | Indicado                      | [ 64 ]                        |
| Seattle Film Critics Society                         | 8 de janeiro de 2024          | Melhor fotografia                              | Robbie Ryan                                                          | Venceu                        | [ 64 ]                        |
| Seattle Film Critics Society                         | 8 de janeiro de 2024          | Melhor figurino                                | Holly Waddington                                                     | Indicado                      | [ 64 ]                        |
| Seattle Film Critics Society                         | 8 de janeiro de 2024          | Melhor edição                                  | Yorgos Mavropsaridis                                                 | Indicado                      | [ 64 ]                        |
| Seattle Film Critics Society                         | 8 de janeiro de 2024          | Melhor trilha sonora original                  | Jerskin Fendrix                                                      | Indicado                      | [ 64 ]                        |
| Seattle Film Critics Society                         | 8 de janeiro de 2024          | Melhor design de produção                      | Shona Heath e James Price                                            | Indicado                      | [ 64 ]                        |
| Seattle Film Critics Society                         | 8 de janeiro de 2024          | Melhores efeitos visuais                       | Simon Hughes                                                         | Indicado                      | [ 64 ]                        |
| Set Decorators Society of America Awards             | 13 de fevereiro de 2024       | Melhor decoração de set em filmes de época     | Zsuzsa Mihalek, Shona Heath e James Price                            | Pendente                      | [ 65 ]                        |
| St. Louis Film Critics Association                   | 17 de dezembro de 2023        | Melhor atriz                                   | Emma Stone                                                           | Indicado                      | [ 66 ]                        |
| St. Louis Film Critics Association                   | 17 de dezembro de 2023        | Melhor figurino                                | Holly Waddington                                                     | 2º lugar                      | [ 66 ]                        |
| St. Louis Film Critics Association                   | 17 de dezembro de 2023        | Melhor design de produção                      | James Price e Shona Heath                                            | 2º lugar                      | [ 66 ]                        |
| Festival Internacional de Cinema de Estocolmo        | 21 de novembro de 2023        | Audience Award                                 | Poor Things                                                          | Venceu                        | [ 67 ]                        |
| Southeastern Film Critics Association                | 18 de dezembro de 2023        | Top 10                                         | Poor Things                                                          | 6º lugar                      | [ 68 ]                        |
| Associação de Críticos de Cinema de Toronto          | 17 de dezembro de 2023        | Melhor atriz                                   | Emma Stone                                                           | 2º lugar                      | [ 69 ]                        |
| Associação de Críticos de Cinema de Toronto          | 17 de dezembro de 2023        | Melhor roteiro adaptado                        | Tony McNamara                                                        | 2º lugar                      | [ 69 ]                        |
| USC Scripter Awards                                  | 2 de março de 2024            | Melhor roteiro adaptado                        | Tony McNamara                                                        | Pendente                      | [ 70 ]                        |
| Vancouver Film Critics Circle                        | 12 de fevereiro de 2024       | Melhor atriz                                   | Emma Stone                                                           | Pendente                      | [ 71 ]                        |
| Vancouver Film Critics Circle                        | 12 de fevereiro de 2024       | Melhor ator coadjuvante                        | Willem Dafoe                                                         | Pendente                      | [ 71 ]                        |
| Festival Internacional de Cinema de Veneza           | 9 de setembro de 2023         | Leão de Ouro                                   | Yorgos Lanthimos                                                     | Venceu                        | [ 72 ]                        |
| Festival Internacional de Cinema de Veneza           | 9 de setembro de 2023         | Prêmio UNIMED de Melhor Filme                  | Yorgos Lanthimos                                                     | Venceu                        | [ 73 ]                        |
| Washington D.C. Area Film Critics Association        | 10 de dezembro de 2023        | Melhor diretor                                 | Yorgos Lanthimos                                                     | Indicado                      | [ 74 ] [ 75 ]                 |
| Washington D.C. Area Film Critics Association        | 10 de dezembro de 2023        | Melhor atriz                                   | Emma Stone                                                           | Indicado                      | [ 74 ] [ 75 ]                 |
| Washington D.C. Area Film Critics Association        | 10 de dezembro de 2023        | Melhor roteiro adaptado                        | Tony McNamara                                                        | Indicado                      | [ 74 ] [ 75 ]                 |
| Washington D.C. Area Film Critics Association        | 10 de dezembro de 2023        | Melhor fotografia                              | Robbie Ryan                                                          | Indicado                      | [ 74 ] [ 75 ]                 |
| Washington D.C. Area Film Critics Association        | 10 de dezembro de 2023        | Melhor trilha sonora original                  | Jerskin Fendrix                                                      | Indicado                      | [ 74 ] [ 75 ]                 |
| Washington D.C. Area Film Critics Association        | 10 de dezembro de 2023        | Melhor design de produção                      | James Price e Shona Heath                                            | Indicado                      | [ 74 ] [ 75 ]                 |
| Women Film Critics Circle                            | 18 de dezembro de 2023        | Melhor filme sobre mulheres                    | Poor Things                                                          | 2º lugar                      | [ 76 ]                        |
| Women Film Critics Circle                            | 18 de dezembro de 2023        | Melhor atriz                                   | Emma Stone                                                           | Venceu                        | [ 76 ]                        |